# Juan de Grial
Juan de Grial fue un humanista, latinista y poeta español de la segunda mitad del siglo XVI.

## Vida
Poco se sabe sobre él. Según descubrió Eugenio Asensio, al menos desde 1570 fue secretario del obispo y futuro Inquisidor General Pedro Portocarrero. Fue canónigo de Calahorra (de donde fue obispo Portocarrero) y, como este, fue amigo de fray Luis de León, quien le dedicó su “Oda XI”, así como del docto humanista y gramático Francisco Sánchez de las Brozas, el Brocense. 
A causa de haber muerto el secretario y Cronista Mayor de las Indias Juan López de Velasco, el rey Felipe II le encargó dirigir la primera edición completa de las Opera / Obras del obispo visigodo San Isidoro de Sevilla, proceso que se había iniciado unos veinte años antes, para lo cual pidió ayuda a destacados humanistas como fray Luis de León, que rehusó alegando falta de tiempo y su modestia como latinista, y el jesuita Juan de Mariana, Álvar Gómez de Castro, Antonio Agustín, Pedro Chacón, Antonio Covarrubias, Pieter Pantin o Petrus Pantinus, Rolando Wicelio, García Loaysa y Girón, Juan Bautista Pérez obispo de Segorbe, Pedro de Fuentidueña y Cipriano Suárez entre otros. Se publicaron en Madrid en dos volúmenes (1597 y 1599). 
También fue comentarista de los poetas romanos Lucrecio y Virgilio. Hizo una encomiástica censura del comentario In Cantica canticorum Solomonis explanatio de su amigo fray Luis de León, a la que añadió asimismo un largo poema en excelentes dísticos elegiacos latinos.

## Obras
- Divi Isidori Hispalense episcopi Opera Philippi II. Cathol. Regis iussu e vetustis exemplaribus emendata. Matriti, ex Typographia Regia, 2 vols. 1597 y 1599.
- Cartas literarias de Juan de Grial a Juan Vázquez de Mármol, manuscrito de la BNE.